# Novaji-patak
Novaji-patak är ett vattendrag i Ungern.   Det ligger i provinsen Heves, i den centrala delen av landet, 120 km öster om huvudstaden Budapest.